# Karlsruhe
 For alternative betydninger, se Karlsruhe (regierungsbezirk).
Karlsruhe er en by i den tyske delstat Baden-Württemberg i det sydvestlige Tyskland. Den ligger ved Rhinen ved grænsen til Frankrig ca. 60 km syd for Ludwigshafen og ca. 80 km nordvest for Stuttgart. Karlsruhe har ca. 310.000 indbyggere (2018).
Byen blev grundlagt 17. juni 1715 af markgreve Karl 3. Vilhelm af Baden-Durlach ved bygningen af slottet Karlsruhe. Efter 1806 var Karlsruhe residensby for storhertugerne af Baden og fra 1919 hovedstad i Fristaten Baden. Nogle år efter anden verdenskrig blev staterne Baden og Württemberg slået sammen, og Württembergs hovedstad Stuttgart blev hovedstad for den nye stat.
Den tyske forfatningsdomstol holder til i Karlsruhe. Der findes et universitet og seks faghøjskoler. Byens borgmester (Oberbürgermeister) er siden 1. marts 2013 Frank Mentrup (SPD), der den 2. december 2012 i første valgrunde fik 55,26 % af stemmerne. For første gang i 42 år gik posten dermed ikke til CDU.
Danskeren Tom Høyem, tidligere grønlandsminister for Centrumdemokraterne, blev i 2004 valgt ind i Karlsruhes byråd for FDP.

## Infrastruktur
Gennem Karlsruhes østlige dele passerer den vigtige motorvej A5 fra Giessen via Frankfurt am Main sydover til Basel. I Karlsruhe begynder A8 mod øst mod Stuttgart, München og Wien, A65 mod nord mod Ludwigshafen og A65 i sydvestlig retning mod Strasbourg og Paris.
Karlsruhe er også et vigtigt jernbaneknudepunkt. Her krydser banerne Amsterdam-Genève og München-Paris.
Gennem sin havn ved Rhinen er Karlsruhe knyttet til det tyske kanalnet.

## Kultur
- Zentrum für Kunst und Medien
- Staatliches Museum für Naturkunde Karlsruhe
- Botanischer Garten Karlsruhe
- Botanischer Garten des Karlsruher Instituts für Technologie
- Zoologischer Stadtgarten Karlsruhe
- Schloss Karlsruhe
- Turmberg-ruinen

## Galleri
- Fra slottet i Karlsruhe
- Den evangeliske bykirke
- Fra slottet i Karlsruhe
- Karlsruhes centrum i vinterdragt. Karlsruhe er også en sporvognsby.